# Bajaj Auto
Bajaj Auto – indyjskie przedsiębiorstwo branży motoryzacyjnej produkujące skutery, motocykle i autoriksze, z siedzibą w Pune. Przedsiębiorstwo założył w 1945 roku Jamnalal Bajaj, indyjski przemysłowiec, filantrop, przybrany syn i współpracownik Mahatmy Ghandiego.
W 2003 roku wyprodukowanych zostało ponad 210 tys. trójkołowców firmy Bajaj.
W 2012 roku przedsiębiorstwo zaprezentowało swój pierwszy samochód Bajaj RE60, mający konkurować na rynku indyjskim z Tatą Nano.